# Cửa khẩu Khẹo
Cửa khẩu Khẹo hay cửa khẩu Bát Mọt là cửa khẩu tại vùng đất bản Khẹo, xã Bát Mọt, huyện Thường Xuân, tỉnh Thanh Hóa, Việt Nam .
Cửa khẩu Khẹo thông thương với cửa khẩu Thalao (Tha Lấu) 20°03′29″B 104°57′36″Đ / 20,058164°B 104,960032°Đ ở vùng đất ban Thalao, muang Viengthong, tỉnh Huaphanh, CHDCND Lào .
Cửa khẩu Khẹo là điểm cuối của quốc lộ 47, và cách thị trấn Thường Xuân cỡ 60 km theo quốc lộ này .

## Hoạt động
Hoạt động ở cửa khẩu Khẹo còn ở mức thấp, chủ yếu là nhập gỗ và lâm sản từ Lào.
Năm 2015 cửa khẩu Khẹo là một trong các lựa chọn để xây dựng đường cao tốc Việt Nam - Lào, nối Hà Nội với Viêng Chăn . Tuy nhiên năm 2016 ưu thế lựa chọn nghiêng về cửa khẩu Thanh Thủy (Nghệ An) .
Trước nhu cầu hoạt động xuất nhập khẩu của doanh nghiệp cũng như điều kiện hạ tầng hiện có, cơ quan chức năng tỉnh Thanh Hóa đã có kiến nghị với cấp trên để nâng cấp cửa khẩu Khẹo thành cửa khẩu chính.